# 三溴合锗(II)酸铯
三溴合锗(II)酸铯是一种无机化合物，化学式为CsGeBr3，它是具有二阶非线性光学性质的钙钛矿材料。

## 制备
该化合物可由Ge(OH)2溶于氢溴酸后，与浓CsBr的氢溴酸溶液反应得到。它可以水解，生成Ge(OH)2。
在氢溴酸和亚磷酸中加入二氧化锗，加热至85~90 °C，过滤后加入溴化铯，煮沸后冷却至室温，得到黄色的CsGeBr3。
2 GeO2 + H3PO2 + 6 HBr → 2 HGeBr3 + H3PO4 + 2 H2O
HGeBr3 + CsBr = CsGeBr3↓ + HBr